# Honoré Charles Reille
Honoré Charles Michel Joseph Reille (Antibes, 1º settembre 1775 – Parigi, 4 marzo 1860) è stato un generale francese, maresciallo di Francia dal 1847.

## Biografia
Portati a termine privatamente gli studi, entra come granatiere nel 1º Battaglione del Varo, il 1º ottobre 1791. Nominato sottotenente nel Reggimento reale di Assia-Darmstadt (94º fanteria) il 15 settembre 1792, visse le sue prime esperienze belliche in Belgio, a Roucoux, Liegi, Neerwinden.
Promosso tenente in ragione del coraggio dimostrato il 27 novembre 1793, capitano il 23 maggio 1796, aiutante di campo del generale Masséna il 5 novembre dello stesso anno, assistette ai fatti d'armi che portarono alla presa dei forti ed alla resa di Tolone. Accompagnò il suo generale in Italia, segnalandosi in differenti scontri quali la presa di Saorge, le battaglie di Montenotte, di Dego, di Lodi, ed alla battaglia di Rivoli, dove, circondato dal nemico mentre era in ricognizione lungo l'Adige, si fece strada attraverso numerosi battaglioni; acquisì altri meriti a Ballano, a San Giorgio di Mantova, sul Brenta, dove fu ferito, a Caldiero, ad Arcole, a Mantova, a Belluno, a Freymar ed a Tarvisio.
In quest'ultima circostanza, durante la carica del suo reggimento di cavalleria, quasi tutti i cavalli caddero contemporaneamente, e il combattimento proseguì a piedi con la cattura o la morte degli uomini del reggimento.
Creato chef d'escadron provvisorio, sul campo di battaglia, il 7 gennaio 1797, fu confermato nel grado il 23 maggio seguente dal generale in capo dell'Armata d'Italia e ricevette una citazione.
Dopo il trattato di Campoformio, ottenuto Masséna il comando dell'Armata di Svizzera, Reille fu nominato aiutante generale (15 febbraio 1799) e fu inviato in missione di ricognizione dei passaggi sul Reno, dai Grigioni al lago di Costanza, oltre che delle posizioni del nemico; il piano della campagna fu basato sui suoi rapporti.
Combatté a Coira, Feldkirch, Luciensteidt (presso Zurigo) ed a Svitto. Il generale Oudinot, ferito, gli affidò il comando delle proprie truppe; entrò in Zurigo con Masséna, prese dei prigionieri e si lanciò all'inseguimento del nemico. Coprì i movimenti di francesi durante gli attacchi diretti contro Suvorov nella Muttental.
Masséna, tornato a Genova come generale in capo, ordinò a Reille di ispezionare le posizioni dell'esercito francese, da Nizza al Moncenisio. Forzato in maniera rocambolesca il blocco navale inglese, fece rientro a Genova il 1º maggio per distinguersi nei combattimenti che avvennero nei giorni successivi.
Nuovamente in Francia nell'agosto 1800, tornò in Italia con truppe scelte agli ordini di Murat, fu capo di Stato Maggiore di un'armata di esplorazione, e sottocapo di Stato Maggiore generale delle armate francesi in Italia.
Il 29 agosto 1803 fu nominato generale di brigata ed inviato, poco dopo, in Baviera ed Austria, ad osservare i movimenti del nemico. Di ritorno a Parigi fu incaricato di sovrintendere all'organizzazione delle truppe provenienti da Santo Domingo; adempiuta tale missione, ottenne sotto il generale Lauriston il comando in seconda delle truppe imbarcate a Tolone, sulla flotta dell'ammiraglio Villeneuve ed assisté alla battaglia di Capo Finisterre. Lasciò la flotta a Cadice e raggiunse la Grande Armée per la Guerra della quarta coalizione; durante tale campagna, comandò nell'alta Austria, nel 1806, una brigata del V Corpo d'armata che marciò in prima linea alla battaglia di Saalfeld ed alla battaglia di Jena. A Pułtusk la sua brigata sfondò il centro dello schieramento russo, e fu perciò nominato generale di divisione il 30 dicembre; quando il generale Gudin fu ferito, Reille ne prese il posto, e qualche giorno dopo il maresciallo Lannes lo scelse come capo di Stato Maggiore.
Mentre si trovava alla sinistra di Ostrołęka al momento in cui i russi attaccarono la città, Reille udì un vicino colpo di cannone, si diresse nella direzione dello sparo e vide le brigate Ruffin e Campana attaccati dal grosso dell'armata russa. Presosi carico del comando delle due brigate, conservò il possesso della città malgrado gli attaccanti disponessero di forze quattro volte più numerose e di trenta pezzi di artiglieria contro sei francesi. I russi penetrarono due volte in città, ma furono respinti lasciando più di 400 morti, 700 feriti e 300 prigionieri. Il suo comportamento in quel giorno fece sì che l'Imperatore lo scegliesse come aiutante di campo (13 maggio 1807) e lo incaricasse di assistere all'assedio di Stralsund.
Dopo la pace di Tilsit divenne commissario straordinario in Toscana; partì quindi per la Catalogna, dove si segnalò per aver tolto l'assedio di Figueres, per aver assediato e preso
Roses.
Nel settembre 1809 fu nominato comandante del I Corpo d'armata dell'Armata del Nord e di Spagna. Inviato nuovamente alla Grande Armée, Reille arrivò per assistere al passaggio del Danubio e alla battaglia di Wagram, dove comandò la divisione della Guardia incaricata di sostenere la batteria di 100 cannoni del generale Lauriston.
Appreso dello sbarco inglese in Zelanda, l'Imperatore affidò al generale Reille uno dei tre corpi d'armata dell'armata di Bernadotte. Dalla Zelanda tornò in Spagna come governatore della Navarra (29 maggio 1810); combatté poi all'assedio di Valenza, e concorse alla vittoria (9 maggio 1812) rinforzando le truppe del maresciallo Suchet con la propria divisione.
Tenne il comando supremo del Corpo d'armata dell'Ebro dal 26 gennaio 1812 al 16 ottobre dello stesso anno, quando prese il comando dell'Armata del Portogallo, forte di 30.000 uomini.
Avendo il re Giuseppe Bonaparte preso la decisione di concentrare tutte le proprie forze davanti all'Ebro, Reille evacuò le provincie occupate e si diresse verso le alture di Pancorbo, per sostenere la pressione nemica e consolidare le proprie posizioni. Riunendosi così le armate del Centro e del Portogallo, si tenne un consiglio di guerra per decidere il da farsi. Il generale Reille propose di riunire tutte le truppe disponibili, per un totale di 70.000 uomini, e prendere la direttrice di operazioni per Logroño e la Navarra; ma Wellington prevenne le mosse francesi e attaccò con 90.000 uomini. Reille si difese con 7.000 uomini contro 20.000 e non si ritirò che dietro ordine esplicito.
Nelle ultime operazioni contro inglesi, spagnoli e portoghesi, combatté a sulla Bidasoa, in Navarra, a Orthez ed a Tolosa.
Dopo la pace sposò la figlia di Masséna. Con la Restaurazione (1814), fu nominato ispettore generale di fanteria delle divisioni 14ª e 15ª. Il 31 marzo 1815 fu inviato a Valenciennes per prendere il comando del II Corpo d'armata, combatté a Quatre Bras ed Waterloo, dove ebbe due cavalli feriti.
Il 30 luglio 1823 il generale Reille fu nominato membro della commissione di difesa, mai però formata; il 17 febbraio 1828 entrò a far parte del Consiglio superiore della guerra.
Il 15 novembre 1836 fu eletto presidente del Comitato della fanteria e della cavalleria.
Nel 1852 fu eletto senatore delle Alpi Marittime. Morì nel 1860 a Parigi e fu sepolto al cimitero di Père-Lachaise nella stessa tomba di Masséna.

## Onorificenze
Il 15 giugno 1804 fu nominato Commandeur della Legion d'onore; Grand Officier il 29 luglio 1814 e Grand-Croix il 14 febbraio 1815.
Il 27 giugno dello stesso anno fu nominato cavaliere di San Luigi.
Il 17 settembre 1847, il re Luigi Filippo lo elevò alla dignità di Maresciallo di Francia, dopo quella di Pari di Francia.